# Dipoena stellaris
Dipoena stellaris är en spindelart som beskrevs av Zhu 1998. Dipoena stellaris ingår i släktet Dipoena och familjen klotspindlar. Inga underarter finns listade i Catalogue of Life.